# Burg Windeck (Weinheim)
Die Burg Windeck ist die Ruine einer Höhenburg auf dem Schlossberg (220,5 m ü. NN) in Weinheim im Rhein-Neckar-Kreis in Baden-Württemberg.

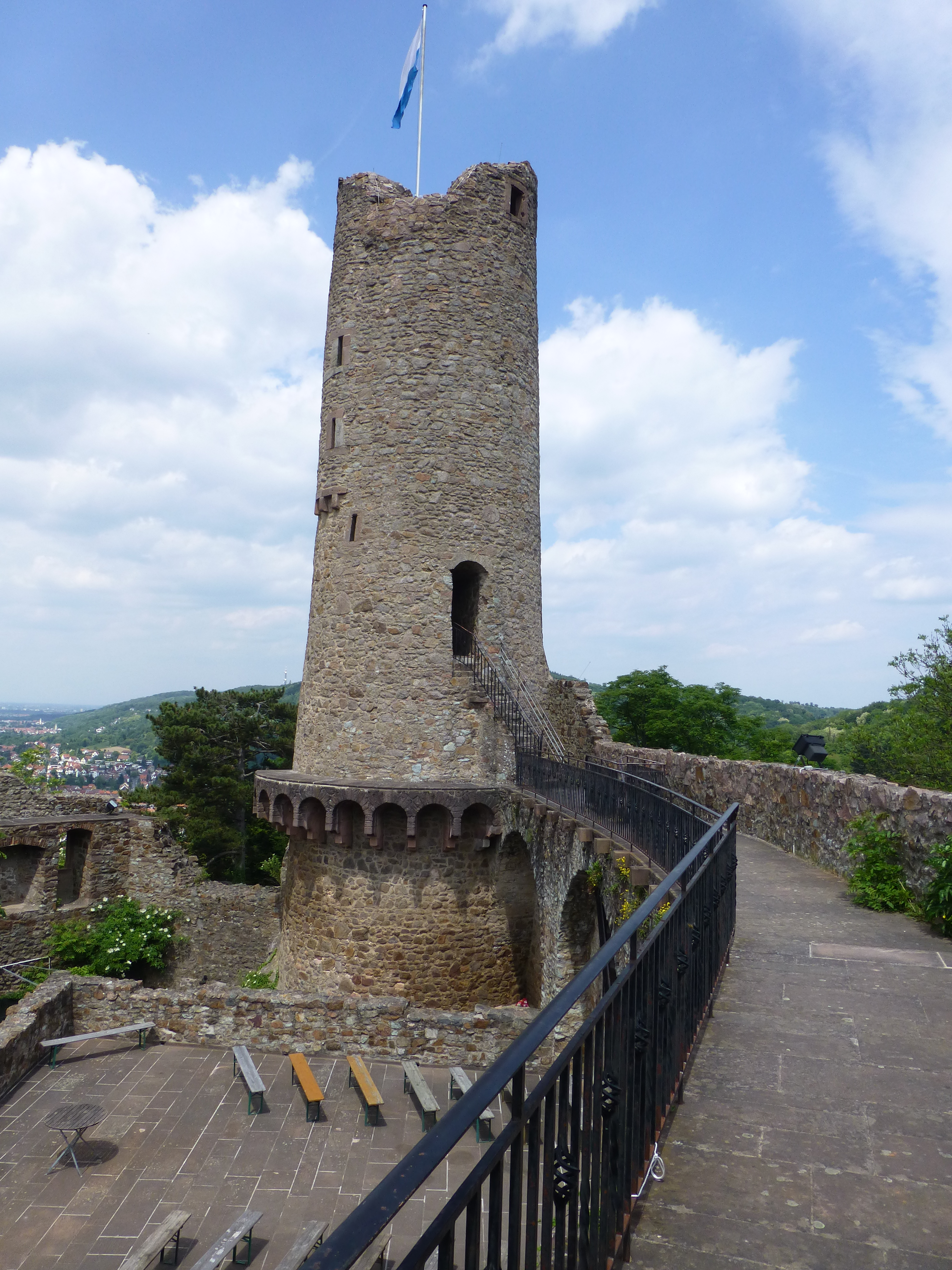
Blick von der Schildmauer nordwärts zum Bergfried

## Lage
Die heute nur als Ruine erhaltene Burg Windeck ist ein beliebtes Ausflugsziel, das sowohl mit dem Auto als auch über einen Fußwanderweg von Weinheim aus erreichbar ist. Der Aufstieg dauert für Ungeübte etwa eine halbe Stunde und führt dann weiter über die Wachenburg in die Berglandschaft des Naturparks Neckartal-Odenwald.

## Geschichte
Die Vorgängerburg wurde um etwa 1110 zum Schutz der Besitzungen des Klosters Lorsch errichtet. Der Schlossberg gehörte zur Propstei Michelstadt. Die Burg wurde 1114 zum ersten Mal zerstört. Die auf Resten des Vorgängerbaus nach 1125 bis um 1130 errichtete Burg wurde mit dem Ende der Selbständigkeit des Klosters Lorsch 1232 zum Zankapfel des Mainzer Erzbischofs und der Kurpfalz, die sich den Besitz des Klosters teilen sollten. Windeck kam zunächst an die Pfalzgrafschaft, unterlag dann aber mehreren Wechseln zwischen dem Erzbistum Mainz und den Pfalzgrafen, ehe diese 1264 (nach anderen Angaben 1344) endgültig in den Besitz der Burg kamen.
Vermutlich folgte erst nach dieser endgültigen Inbesitznahme ein deutlicher Ausbau der Burg, da fast alle heute bekannten bzw. erhaltenen Teile dem 14. Jahrhundert zugeschrieben werden.
Die Burg war nicht Lehensbesitz eines Adelsgeschlechtes, sondern nur durch Burgmänner gesichert und verwaltet. Die Orte Oberflockenbach, Steinklingen, Wünschmichelbach, Heiligkreuz, Rittenweier, Rippenweier (heute alle Stadtteile von Weinheim) und das Müll waren verpflichtet, Burg und Besatzung zu unterhalten.
Auf dem Merian-Stich von 1620 (1645 veröffentlicht) ist die Burg noch unversehrt. Sie überstand die Wirren des Dreißigjährigen Krieges leidlich, musste aber 1663 ausgebessert werden.
Das Ende der Burg kam mit dem Jahr 1674, als sie von den Franzosen unter General Henri de Turenne geplündert und zerstört wurde. Die Truppen des französischen Königs Ludwig XIV. machten die Burg damit als Verteidigungsanlage unbrauchbar. Sie galt in der Folge als unbewohnbar. Die Ruine diente den Weinheimer Bürgern als Steinbruch für den Wiederaufbau ihrer Häuser.
1803 ging Burg Windeck in den Besitz des badischen Staates über, der sie 1900 an den Grafen und Freiherren von Berckheim veräußerte, dem in Weinheim schon das Schloss gehörte. Graf von Berckheim ließ das Mauerwerk sichern und teilweise wiederherstellen. Seit 1978 besitzt die Stadt Weinheim die Burg und führte weitere umfangreiche Sicherungsmaßnahmen durch.

## Beschreibung
Von der Anlage des 12. Jahrhunderts ist wenig erhalten; nur die unteren Geschosse des rechteckigen Wohnturms im Süden und der Torbau werden in jene Zeit verortet. Die Burgruine (die meisten Teile vermutlich aus dem 14. Jahrhundert) ist ein kompaktes Gebäude mit Torhaus, dem Bergfried, wohl ebenfalls aus dem 14. Jahrhundert (der ältere Bergfried wird mittig in der Anlage vermutet), ehemaligem Palas und einem Innenhof, in dem sich im Sommer ein Biergarten befindet.

### Bergfried
Der 28 Meter hohe Bergfried kann über 111 Stufen als Aussichtsturm bestiegen werden. Vom Burghof nahe dem Brunnen führen drei Treppen mit insgesamt 50 Stufen zuerst auf eine Terrasse, von dort zum Wehrgang auf der östlichen Schildmauer und schließlich in den Turm. Im Innern folgen zwei versetzt angeordnete Wendeltreppen mit 20 und 41 Stufen bis zur Aussichtsplattform. Die Lage der oberen Wendeltreppe ist an der südwestlichen Seite des Turmes von außen gut zu erkennen. Rechts neben dem Austritt auf die Plattform bildet eine breite Lücke im Mauerwerk eine ca. 1,10 Meter hohe Brüstung und ermöglicht den Ausblick nach Süden. Im noch erhaltenen höheren Mauerwerk befinden sich in vier Nischen rechteckige Fenster. Am höchsten Teil des Turms, der oben einen Durchmesser von 6,20 Metern hat, ist auf der Nordwestseite eine hohe Fahnenstange angebracht.
Von der Spitze des Bergfrieds aus hat man eine schöne Aussicht auf die Wachenburg, die Stadt Weinheim, die Bergstraße und auf das Rheintal. An klaren Tagen reicht der Blick bis zu Pfälzer Wald und Donnersberg.
Im Fußboden des Bergfrieds befindet sich das Angstloch, der Eingang zum elf Meter tiefen Verlies.

## Sagen
- Ludwig Bechstein: Die Windecker[4] (Sage mit Bezug zu Burg Windeck über Weinheim)